# Видерниковская
Видерниковская — деревня в Тарногском районе Вологодской области.
Входит в состав Заборского сельского поселения, с точки зрения административно-территориального деления — в Лохотский сельсовет.
Расстояние до районного центра Тарногского Городка по автодороге — 28 км, до центра муниципального образования Красного по прямой — 5 км. Ближайшие населённые пункты — Ожигинская, Стрелица, Верхнее Буково.
По переписи 2002 года население — 6 человек.